# エア・オーランド
エア・オーランド(Air Åland)は、オーランド諸島の航空会社である。

## 歴史
オーランド諸島の20以上の法人が出資し、Flyg & Far Ålandの名称で2005年1月に設立。2005年10月29日からマリエハムンとヘルシンキとを結ぶ路線の運航を開始した。2006年にはストックホルムへの路線も開設された。トゥルクへの路線も計画されていたが、設立当初は開設に至らなかった。トゥルクへの路線は2012年4月に実現した。

## 就航路線
マリエハムンとスウェーデン、フィンランド両国を結ぶ路線を運航する。各路線ともサーブ 340機により運航されている。
実際の運航はスウェーデンの航空会社であるNextjetが行っている。2008年8月まではNordic Solutions Air Services（リトアニアの航空会社、後にAvion Expressに改名）が、2010年8月までAvitrans Nordicが運航を行っていた。
- マリエハムン-ヘルシンキ
- マリエハムン-トゥルク
- マリエハムン-ストックホルム